# Misumenops zhangmuensis
Misumenops zhangmuensis är en spindelart som först beskrevs av Hu och Li 1987.  Misumenops zhangmuensis ingår i släktet Misumenops och familjen krabbspindlar. Inga underarter finns listade i Catalogue of Life.